# Graafschapstraat
De Graafschapstraat is een relatief korte straat in de Landstrekenbuurt in Amsterdam-Zuid.
De straat kreeg per raadsbesluit op 26 juli 1939 haar naam, een vernoeming naar de alternatieve naam van de Achterhoek: De Graafschap. In 1951 en 1964 werd de straat opnieuw gedefinieerd. In 1978 werd het zuidelijk deel hernoemd naar Jacob Soetendorpstraat naar Jacob Soetendorp; er stond hier toen nog een synagoge van de Liberaal Joodse Gemeente Amsterdam. De straat is begin 21e eeuw bij herinrichting van de terreinen ingrijpend veranderd.
De straat begint als zuidelijke zijstraat van de President Kennedylaan. De straat loopt tot aan de Zuidelijke Wandelweg.
Wat voor het gehele gebied geldt is dat het deel uitmaakt van een deelgebied van Plan Zuid. Stadsarchitect Cor van Eesteren had een opzet gemaakt, maar de Tweede Wereldoorlog zorgde ervoor dat het er allemaal anders kwam uit te zien. De bebouwing aan de straat valt in drie stijlperioden uiteen.
De oostelijke gevelwand bestaat uit een blok Airey-woningen met de huisnummers 3 tot en met 17 (huisnummer 1 bestaat niet). Het eerste gebouw is een blinde muur van een complex Airey-woningen in dezelfde stijl aan de President Kennedylaan. Het vormt sinds 2014 met meerdere gebouwen een groot gemeentelijk monument Amstelhof, de architect is J.F. Berghoef. Het complex uit 1951/1952 stond voordat het genomineerd werd als gemeentelijk monument op de nominatie gesloopt te worden.
Een tweede architectonische stijlperiode begint na de Betuwestraat. Woningen aan die straat en ook de Oldambtstraat dateren uit 1968. Het zijn eengezinswoningen die in een rijtje met een blinde muur eindigen op de Graafschapstraat. De meest westelijk woning aan die Betuwestraat heeft een opvallende erker aan de Graafschapstraat.
De oorspronkelijke westelijke gevelwand van de Graafschapstraat is helemaal verdwenen. Hier stonden een blokje woningen van de Remonstrantse gemeente, sinds 1964 ook een synagoge op nummer 23 van de hand van Leon Waterman en ook een telefooncentrale van architect Bastiaan Johannes Odink. Alles verdween begin 21e eeuw om plaats te maken voor het kantoor van stadsdeel Zuideramstel (ingang aan de President Kennedylaan 923) met daarbij allerlei woningen aan de Graafschapstraat 2 tot en met 108. Het geheel met ramen van vloer tot plafond is afkomstig van Claus en Kaan Architecten.
Dan volgt zuidwaarts een kantoorgebouw uit 2015 dat geen adres heeft aan de Graafschapstraat waarin gevestigd Hubertus & Berkhoff, culinaire vakschool en onderdeel van ROC Amsterdam, van de hand van architecten Eric Wezenberg & Ingrid Heijne.
De straat sluit zuidwaarts af met het in 2019 gebouwd appartementencomplex Square (huisnummer 116-238) uit 2016; het ontwerp is van Adriaan Mout en Jurriaan van Sticht (LEVS Architecten).

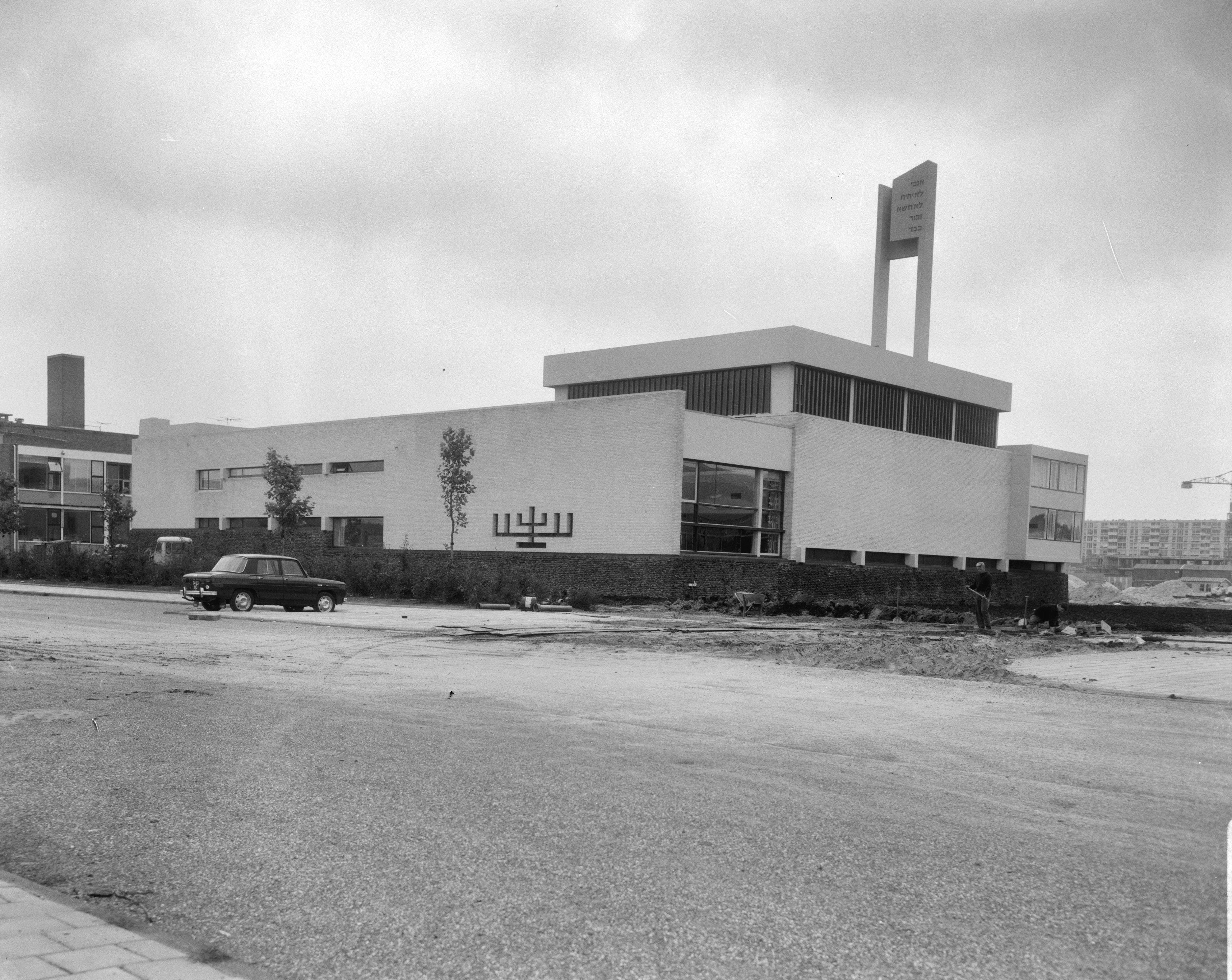
Verdwenen bebouwing waaronder de synagoge, foto uit 1966
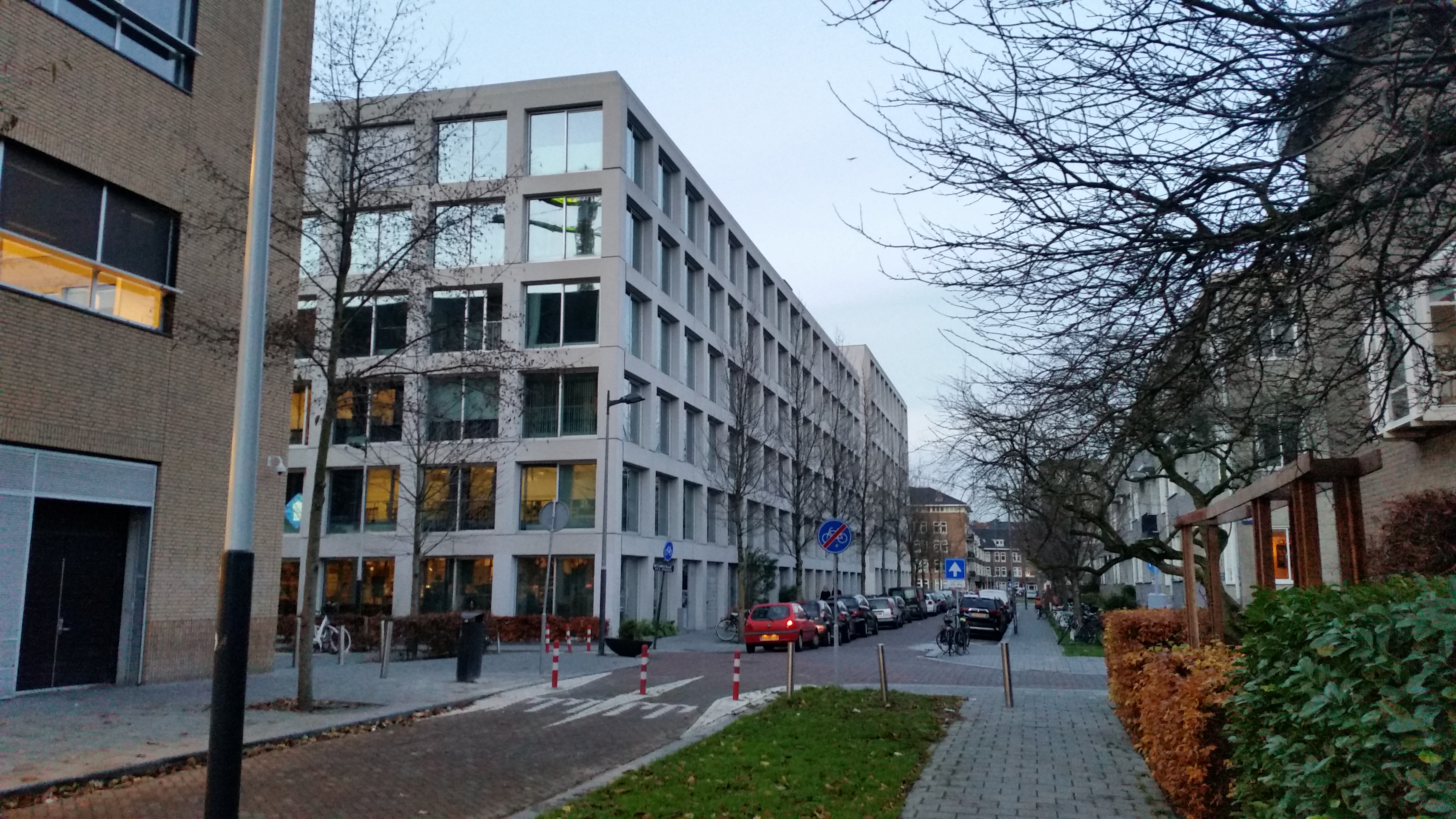
Doorkijk Graafschapstraat met links achterkant van deelraadkantoor (december 2018)
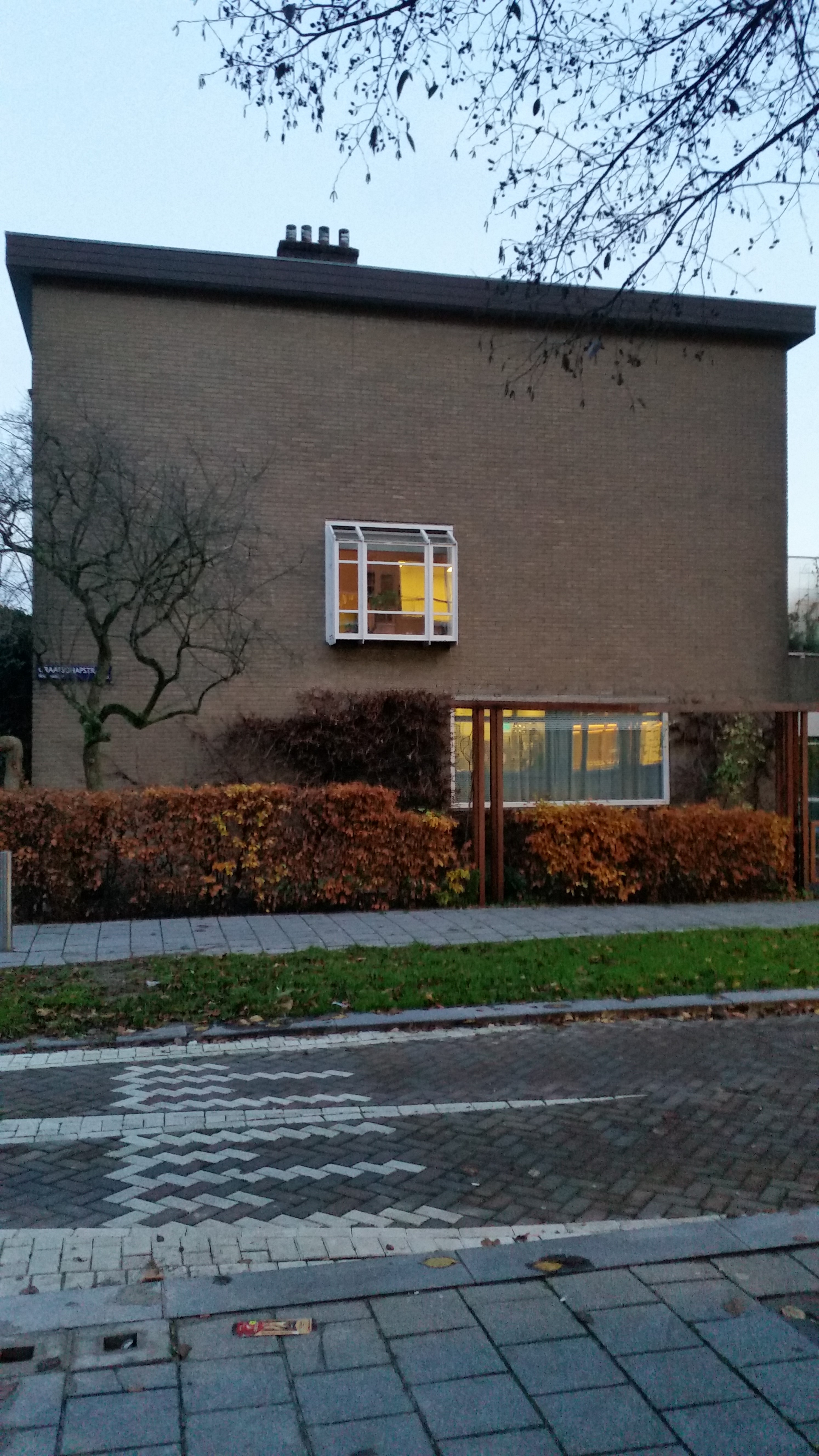
Erker aan pand Betuwestraat (december 2018)